# Molgula longitubis
Molgula longitubis är en sjöpungsart som beskrevs av Monniot 2002. Molgula longitubis ingår i släktet Molgula och familjen kulsjöpungar. Inga underarter finns listade i Catalogue of Life.